# Andreasson
Andreasson bzw. Andréasson ist ein patronymisch gebildeter schwedischer Familienname mit der Bedeutung „Sohn des Andreas“.

## Varianten
- Andreasen (dänisch)
- Andreassen (norwegisch)

## Namensträger
- Charles Petter Andreason (* 1973), schwedischer Bassist, siehe Sharlee D’Angelo
- Frida Andreasson (* 1980), schwedische Badmintonspielerin
- Katarina Andreasson, schwedische Geigerin und Dirigentin
- Martin Andreasson (* 1970), schwedischer Autor und Politiker
- Patrik Andreasson (* 1966), schwedischer Badmintonspieler
- Per Andreasson (* 1981), schwedischer Rock-Musiker, Schlagzeuger und Songwriter, siehe Royal Republic
- Rikard Andreasson (* 1979), schwedischer Skilangläufer
- Rune Andréasson (1925–1999), schwedischer Comic-Zeichner und Trickfilmer